# Découverte (géologie)
Pour les articles homonymes, voir Découverte.
La découverte est la couche pierreuse superficielle, recouverte de terre et altérée par les intempéries et les racines de la végétation, qui est enlevée lors de la création d’une carrière. Son enlèvement est la découverture. 
Le matériau de la partie inférieure de cette couche peut toutefois être exploité pour une maçonnerie en pierre sèche ou pour l'empierrement. La partie supérieure de la couche reçoit alors le nom de mort-terrain.